# Destiny's Child Video Anthology
Destiny's Child Video Anthology é o quarto álbum de vídeo do grupo feminino americano Destiny's Child. É uma coleção de dezesseis videoclipes, filmada pelo grupo com vários diretores durante sua carreira musical (1997-2006). O álbum foi produzido por Akil Brown com as integrantes do conjunto Beyoncé Knowles, Kelly Rowland e Michelle Williams e seu empresário Mathew Knowles também servindo como um dos produtores executivos. Para promover o álbum, Destiny's Child publicou várias publicações que ofereceram cópias aos seus leitores através de seus sites. O álbum foi lançado em 31 de maio de 2013 pela Columbia. Após o seu lançamento, recebeu críticas positivas de críticos de música que elogiaram os elementos visuais incluídos completos com a coreografia que acompanha. No entanto, um escritor sentiu que o álbum estava incompleto e argumentou que muitos vídeos foram omitidos da listagem de faixas.

## Antecedentes e lançamento
O álbum foi anunciado através de um comunicado a imprensa no site das Destiny's Child em 16 de abril de 2013. Foi lançado pela Music World Entertainment, pela Columbia Records e pela Legacy Recordings, e foi o terceiro lançamento do grupo com este último. Foi produzido por Akil Brown com as três integrantes do grupo Beyoncé Knowles, Kelly Rowland e Michelle Williams, também com o empresário do grupo Mathew Knowles servindo como um dos produtores executivos. Todos os vídeos em destaque são apresentados em uma relação de aspecto 1,33: 1.
A arte da capa, usada para o lançamento do DVD é tirada do videoclipe de "Cater 2 U" (2005), dirigido por Jake Nava e apresenta as integrantes do trio, vestidas em longos vestidos de noite. Foi filmado em Red Rock Canyon State Park, na Califórnia pelo fotógrafo Daniel Moss. Para o lançamento, Destiny's Child fez parceria com o site TheDrop.fm em 21 de maio de 2013, que ofereceu um pacote de prêmios a seus leitores com o álbum e duas camisetas do grupo. A revista Jet, também organizou um concurso em seu site oficial oferecendo cinco cópias do DVD. Um concurso semelhante foi organizado no site oficial da revista Juicy, oferecendo cinco cópias do álbum para cinco de seus leitores. Para promover ainda mais o álbum, o grupo foi destaque na divisão R&B do canal da Vevo no YouTube em 4 de junho de 2013. Destiny's Child Video Anthology foi lançado pela primeira vez no Reino Unido e na Alemanha em 31 de maio de 2013, Foi mais tarde lançado nos EUA em 4 de junho e na iTunes Store do país dois dias depois, enquanto no dia seguinte foi lançado na Austrália. No Japão, Destiny's Child Video Anthology foi lançado em 26 de junho de 2013.

## Recepção da crítica
Gregory Heaney do site AllMusic revisou positivamente o álbum de vídeo, escrevendo, "[ele] combina os talentos vocais consideráveis do grupo com sua coreografia surpreendente, entregando o pacote total do Destiny's Child, como uma compilação de maiores sucesso de vídeos". Jacob Rohn do site Black Entertainment Television, sentiu que "Enquanto cada um se tornou uma estrela por direito próprio, Destiny's Child como um grupo era conhecido por seus vídeos nervosos e visualmente magnéticos". Ele ainda terminou sua revisão escrevendo: "Destiny's Child Video Anthology é um dever para qualquer fã de DC e qualquer um que perdeu seu tempo quando os vídeos musicais estavam no auge." Um escritor da ABC News Radio também observou que a Álbum foi criado para "fãs que estudaram todos os seus movimentos" e decoram as coreografias. Tanner Stransky, da Entertainment Weekly, sentiu que o álbum era a viagem de memória mais "indulgente" para o período do final da década de 1990 e início de 2000 da memória lane. Ele ainda descreveu os vídeos como "divertidos e estúpidos". No entanto, uma crítica mais mista veio do escritor do The Morton Report, que achou que o álbum estava incompleto e notou que oito outros vídeos da videografia do grupo não foram incluídos no DVD  Ele comentou que os vídeos inéditos das músicas, a maioria notavelmente aquelas do álbum do feriado 8 Days of Christmas, poderiam ter sido incluídas como seleções bônus. O escritor do site, também concluiu que "Destiny's Child Video Anthology" atinge seu pico com o melhor single do grupo, o irresistível e funky "Bootylicious".

## Faixas
| N.º            | Título                                                 | Diretor(es)      | Duração |  |
| 1.             | "No, No, No" (Part I)                                  | Darren Grant     | 4:30    |  |
| 2.             | "No, No, No" (Part II) (featuring Wyclef Jean)         | Grant            | 3:27    |  |
| 3.             | "Bills, Bills, Bills"                                  | Grant            | 4:04    |  |
| 4.             | "Bug a Boo"                                            | Grant            | 3:14    |  |
| 5.             | "Say My Name"                                          | Joseph Kahn      | 3:59    |  |
| 6.             | "Jumpin', Jumpin'"                                     | Kahn             | 3:26    |  |
| 7.             | "Survivor"                                             | Grant            | 4:09    |  |
| 8.             | "Independent Women Part I"                             | Francis Lawrence | 3:57    |  |
| 9.             | "Bootylicious"                                         | Matthew Rolston  | 3:29    |  |
| 10.            | "Bootylicious" (Remix) (featuring Missy Elliott)       | Little X         | 4:17    |  |
| 11.            | "Emotion"                                              | Lawrence         | 3:56    |  |
| 12.            | "Lose My Breath"                                       | Alan Smithee     | 3:38    |  |
| 13.            | "Soldier" (featuring T.I. & Lil Wayne)                 | Ray Kay          | 4:04    |  |
| 14.            | "Girl"                                                 | Bryan Barber     | 3:52    |  |
| 15.            | "Stand Up for Love" (2005 World Children's Day Anthem) | Rolston          | 4:26    |  |
| 16.            | "Cater 2 U"                                            | Jake Nava        | 4:10    |  |
| Duração total: | Duração total:                                         | Duração total:   | 59:12   |  |

## Créditos
Os créditos são adaptados a partir das notas.
- A&R – Henry Towns
- Direção de arte, design – Rob Carter
- Project direction – Tara Master
- Produtores executivos – Beyoncé Knowles, Kelly Rowland, Michelle Williams e Mathew Knowles
- Authoring – Mike Nack
- Fotografia de capa frontal – Daniel Moss
- Produtor musical – Akil Brown
- Gerente de produto – Tim Anderson
- Participações – Wyclef Jean, Missy Elliott, T.I., Lil Wayne